# Kak (zbójnik)
Kak – postać legendarna, zbójnik grasujący na terenach Gór Świętokrzyskich.

## Historia
Zbójnik Kak miał łupić głównie karawany kupieckie, ciągnące w kierunku Krakowa, Kielc oraz Sandomierza. Cechowała go duża siła fizyczna, sprawność bojowa oraz budzące grozę spojrzenie. Zgromadził wielkie bogactwa, a część łupów rozdał mieszkańcom okolicznych wiosek. Założył własną wieś, która miała być poprzedniczką dzisiejszego Kakonina.
Jego zbójecką działalność próżno próbował ukrócić biskup krakowski – Kak jednak pozostawał nieuchwytny. Było tak do czasu, kiedy podczas jednego z napadów zbój miał pojmać piękną siostrzenicę biskupa. Oboje zakochali się w sobie, jednak porwanie ściągnęło na Kaka gniew wuja dziewczyny. Wkrótce zbójnik został wytropiony i okrążony. Kiedy odparł pierwsze ataki, tropiący zaczęli strzelać do niego z łuków. Wtedy to dziewczyna miała zasłonić ukochanego własnym ciałem, a sama zginąć. Oszalały Kak rzucił się na napastników, ostatecznie jednak został pojmany. Skazany na karę śmierci, został powieszony w Krakowie. Przed śmiercią miał zaśpiewać piosenkę:
Oj lipko, lipko pod Kakoninem,
Kto ciebie odnajdzie zostanie panem.

W jej tekście była wskazówka co do miejsca ukrycia zrabowanych skarbów. Miał je odnaleźć miejscowy szklarz, który ją usłyszał. Nie wiedząc, co począć z tak wielkim majątkiem, za radą miejscowego proboszcza, postanowił ufundować kościół na wzgórzu nad Bielinami. Do jego budowy nie doszło, gdyż był on nocami niszczony przez złe moce. Ostatecznie świątynia stanęła w samej wsi.